# Шенайе-Маше
Шенайе́-Маше́ (фр. Chenailler-Mascheix, окс. Chanaliech Mascher) — коммуна во Франции, находится в регионе Лимузен. Департамент — Коррез. Входит в состав кантона Больё-сюр-Дордонь. Округ коммуны — Брив-ла-Гайярд.
Код INSEE коммуны — 19054.
Коммуна расположена приблизительно в 430 км к югу от Парижа, в 100 км юго-восточнее Лиможа, в 25 км к югу от Тюля.

## Население
Население коммуны на 2008 год составляло 166 человек.
| 1962 | 1968 | 1975 | 1982 | 1990 | 1999 | 2008 |
| ---- | ---- | ---- | ---- | ---- | ---- | ---- |
| 251  | 288  | 245  | 221  | 203  | 170  | 166  |

## Экономика
В 2007 году среди 100 человек в трудоспособном возрасте (15-64 лет) 70 были экономически активными, 30 — неактивными (показатель активности — 70,0 %, в 1999 году было 72,3 %). Из 70 активных работали 64 человека (33 мужчины и 31 женщина), безработных было 6 (4 мужчин и 2 женщины). Среди 30 неактивных 4 человека были учениками или студентами, 12 — пенсионерами, 14 были неактивными по другим причинам.

## Достопримечательности
- Церковь XII века. Памятник истории с 1972 года[6]

## Фотогалерея
- Церковь
- Церковь и долина
- Карта коммуны